# Копистянський Адріян Володимирович

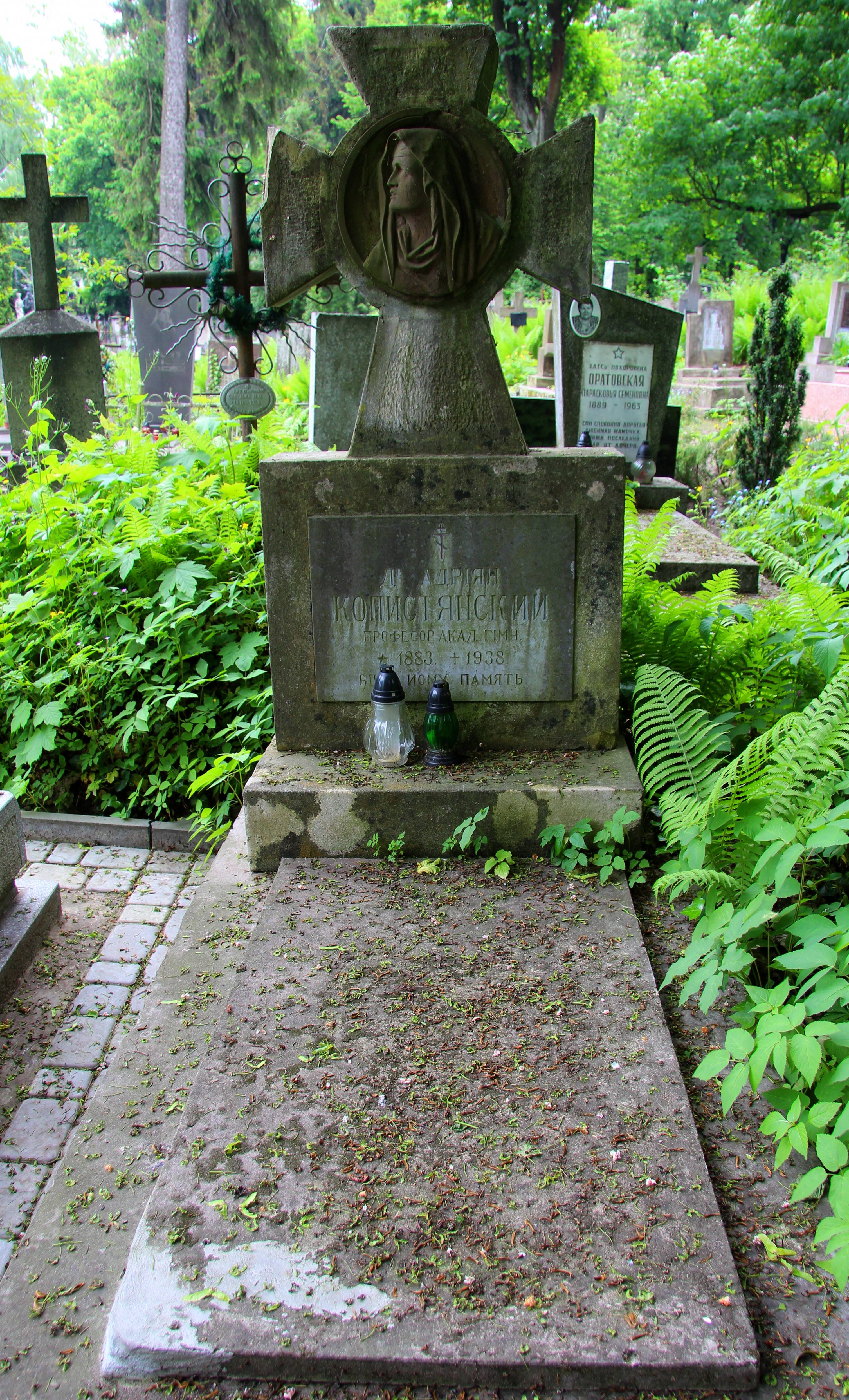

Адрія́н Володи́мирович Копистя́нський (5 серпня 1883, с. Хлиплі, нині Мостиський район Львівська область — 20 січня 1938, Львів) — український історик, член Ставропігійського братства, дотримувався москвофільських поглядів.

## Життєпис

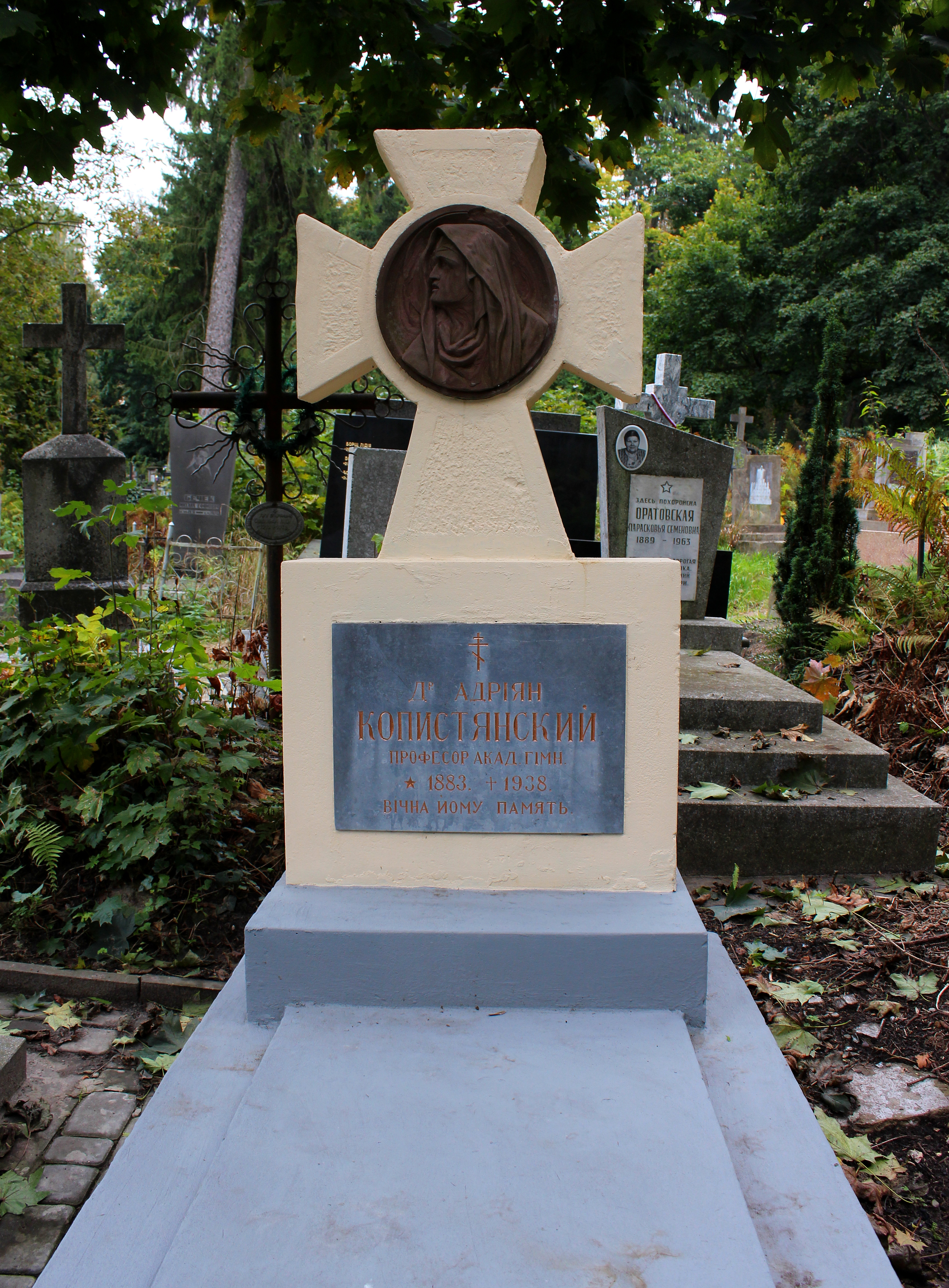

Закінчив навчання у Львівському університеті, викладав географію та історію у гімназії Станіслава, з 1928 року — в Академічній гімназії Львова. У довоєнний час видав друком декілька історичних праць, серед них — праця про литовського князя Михайла Сигізмундовича.
Упродовж 1915—1924 років працював в Російській імперії та СРСР — відійшов при відступі царської армії з Галичини.
Після Жовтневого перевороту опинився в Сибіру, там очолював Карпато-руський комітет. Під його головуванням проведено два з'їзди комітету — в Челябінську та Омську та сформовано карпато-руський полк у складі збройних сил Колчака. В тому часі декларував пропозицію про приєднання Підкарпатської Русі до Росії. У 1918—1919 роках служив у органах освіти уряду адмірала О. Колчака.
Після повернення до Галичини, знову викладав у гімназії в Станіславі, згодом — у Львові. З 1924 року — член Ставропігійського братства. Певний час очолював Товариство імені Михайла Качковського, друкував популярні нариси з історії Галичини російською мовою. Зокрема, 1935 року опублікував виважену статтю про історичну концепцію Михайла Грушевського.
Похований на полі № 63 Личаківського цвинтаря.

## Праці
- 1906 — «Michał Zygmuntowicz książę litewski» (Львів);
- 1914 — «Оповідання з істориї Австрийско-Угорскої держави в звязи з всесьвітною істориєю» (Калуш);
- 1917 — «З минулого Галицької Русі»;
- 1917 — «Возможно ли отделеніе Украины отъ Россіи» (Ростов-на-Дону),
- 1927 — «Скит Манявський» (Перемишль, накладом Українського Голосу);
- 1929 — «Стара княжа Русь в народних піснях та переказах»;
- 1930 — «Исторические труды И. И. Шараневича» (Львів);
- 1931 — «Историческій очеркъ сооруженія Ставропигійской Успенской церкви во Львове» (Львів);
- 1931—1933 — «История Руси», тритомник, довів до 12 століття, відстоював у ньому поняття історії Галицької Русі як сучасті загальноросійської історії;
- 1935 — «Schemat historii ruskej w teoretycznem i praktycznem ujęciu prof. Michała Hruszewskiego»;
- 1936 — «Матеріали, що стосуються історії львівського Ставропігіону» (Львів);
- 1937 — «Музеї львівські та навчання історії в гімназіях нового зразка»; «Дополнения к материалам, относящимся к истории Львовского ставропигиона в XVIII в.» (Львів).